# Allotria in Zell am See
Allotria in Zell am See ist eine deutsche Filmkomödie von Franz Marischka aus dem Jahr 1963.

## Handlung
Playboy Mark Fürberg landet mit seinem alkoholisierten Freund Pit Tanner in Zell am See Not. Ihr Flugzeug hatte plötzlich Benzin verloren; bei der Notlandung wird es beschädigt, sodass Mark und Pit sich auf einen längeren Aufenthalt in Zell am See einstellen. Bauernmädchen Annamierl hat die Notlandung gesehen und bringt beide Männer in die Stadt. Im Grand-Hotel steigen sie ab und Klatschreporterin van der Meeren, die nach dem Tod ihres Millionärsgatten einige Zeitungen ihr Eigen nennt, erkennt Playboy Mark sofort. Sie beauftragt den Möchtegernfotografen Ladislaus, sich unauffällig an die Fersen der beiden Männer zu heften. Gleichzeitig hält sie ihre Nichte Antje von beiden Männern zurück, ist der Teenager doch gerade erst aus dem Internat gekommen und würde zu gerne Sensationsreporterin spielen.
Annamierl bringt Mark und Pit zum Autohaus von Hauptmann a. D. Hans Hajo von Gestern, einem angeblich passionierten Flieger, der oft und gerne von seinen Abenteuern im Ersten Weltkrieg erzählt. Er soll Mark bei der Reparatur des Flugzeugs helfen. Der Hauptmann hat sich gerade mal wieder über seine Angestellte Sylvia Brückner geärgert, die an der Universität studiert und sich mit der Arbeit im Autohaus ihr Studium finanziert. Hin und wieder kommt sie zu spät und hat bisher noch kein einziges Auto verkauft. Hans Hajo von Gestern droht mal wieder, sie rauszuwerfen. Mark jedoch ist von Sylvia so angetan, dass er spontan ein Auto kauft. Er besteht auf einer Probefahrt mit Sylvia, auf der er zudringlich wird, sodass Sylvia das Auto am Ende in einen Heuwagen fährt. Wenig später liefert Ladislaus die geforderten Fotos bei seiner Chefin ab. Frau van der Meeren ist unzufrieden, hat er doch ausschließlich Pit beim harmlosen Flirt mit Annemierl abgelichtet. Interessant sei doch nur Mark, der angeblich mit der in Scheidung lebenden Dolly Barsen zusammen ist. Antje liefert ihrer Tante den Schnappschuss, den sie gesucht hat: Mark im Auto mit Sylvia. Am nächsten Tag erscheint das Foto groß mit Andeutungen über eine neue Affäre Marks. Das Bild sieht auch Dolly in Saint Tropez, die Mark sofort telefonisch ihre Anreise ankündigt. Mark will die Presse auf eine falsche Fährte locken, um ungestörte Urlaubstage mit Dolly verbringen zu können. Er verspricht Sylvia, das zu Schrott gefahrene Auto und einen weiteren Wagen zu bezahlen, wenn sie sich für zwei Tage als seine neue Freundin ausgibt. Trotz Bedenken stimmt Sylvia zu.
Gemeinsam gehen Mark, Pit und Sylvia essen und tanzen. Pit „überrascht“ Antje, die Mark und Sylvia heimlich fotografiert. Scheinbar exklusiv geben Mark und Sylvia ihr ein Interview, in dem sie ihre Verlobung bekanntgeben. Antje jedoch bekommt ein schlechtes Gewissen und gibt das Interview nicht ihrer Tante. Sylvia übernachtet in Marks Hotelzimmer, während der bei Pit nächtigt. Am nächsten Tag bereits ist Dolly da und wird von Mark in ein Berghotel gebracht. In einem ist jedoch Frau van der Meeren, im anderen Ladislaus, sodass Mark und Dolly mit Pit im Schlepptau einige Berge hinauf- und hinuntersteigen, bevor sie ihr Hotel beziehen. Mark schiebt die Heimlichtuerei darauf, dass Dolly noch nicht geschieden sei, doch hat sie sich inzwischen scheiden lassen. Sie bezichtigt ihn, sie zu betrügen und verhindert, dass er die letzte Seilbahn ins Tal kriegt. Er läuft mit Pit zu Fuß ins Tal. Hier wartet unterdessen Sylvia vergeblich auf Mark. Frau van der Meeren gesellt sich zu ihr und fragt sie unerkannt zu ihrer Beziehung zu Mark aus. Sylvia gesteht, dass sie nichts von dem Playboy hält. Frau van der Meeren hat ihre nächste Schlagzeile bereits im Kopf, benutzt Mark Sylvia doch für seine Zwecke. Unterdessen fotografiert Ladislaus, der nur Augen für Annamierl hat, mal wieder Pit und seine neue Freundin Antje, nicht jedoch wie aufgetragen Mark. Am nächsten Tag erscheint die Sensationsmeldung, dass die Verlobung nur gespielt sei, jedoch mit Fotos von Pit und Antje. Frau van der Meeren ist entsetzt.
Dolly hat unterdessen Sylvia aufgesucht und die Nebenbuhlerin vertrieben. Sylvia fährt weinend in Dollys Auto davon und wird schließlich von der Polizei angehalten und wegen fehlender Fahrzeugpapiere auf die nächste Wache mitgenommen. Hier erscheint auch Antje, die angesichts des Zeitungsartikels vor ihrer Tante geflohen ist. Mark wiederum hat sich mit seinem neuen Auto auf die Suche nach Sylvia gemacht und Pit und Hans Hajo von Gestern am Autohaus stehengelassen. Beide entschließen sich, die Suche per Flugzeug aufzunehmen, stellen jedoch erst in der Luft fest, dass in Wirklichkeit beide nicht fliegen können. Bald heißt es, ihr Flugzeug sei abgestürzt. Sylvia und Antje erfahren davon auf dem Polizeirevier und flüchten, um das Flugzeug zu suchen. Unterwegs treffen sie auf Mark, der Sylvia in seine Arme nimmt. Er hat sich in sie verliebt und gibt für sie Dolly auf – die sich schnell mit einem Schlossbesitzer tröstet. Mark, Sylvia und Antje fahren zum Flugplatz von Zell am See, wo es Mark gelingt, Pit per Funk Anweisungen zur Landung zu geben. Nach etlichen Fehlversuchen und waghalsigen Manövern gelingt Pit die Landung. Während er nervlich am Ende das Cockpit verlässt und von Antje aufgebaut wird, feiern die Bewohner von Zell am See Hans Hajo von Gestern als neuen Helden der Lüfte. Frau van der Meeren wiederum muss sich damit abfinden, dass ihre Nichte sich mit Pit verlobt.

## Produktion

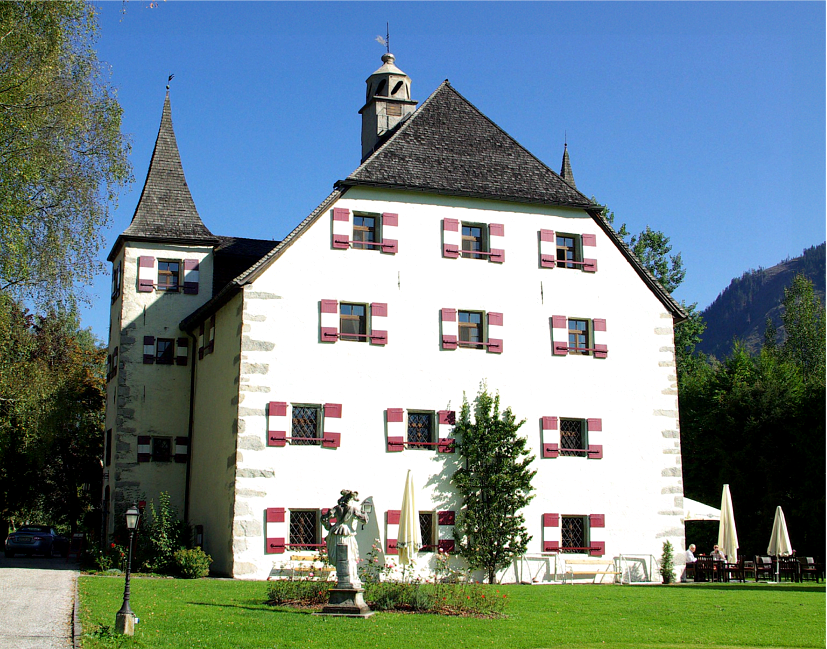
Schloss Prielau, ein Drehort des Films

Allotria in Zell am See wurde in Zell am See gedreht. Das Schloss, das Dolly Barsen am Ende des Films sieht und das ihrer neuen Bekanntschaft gehört, ist Schloss Prielau. Die Kostüme des Films schuf Helga Billian, die Filmbauten stammen von Johannes Ott. Herstellungsleiter war Alfred Bittins. Allotria in Zell am See wurde am 23. August 1963 uraufgeführt. Im Jahr 2004 erschien der Film auf DVD.
Harald Juhnke und Evi Kent singen den Titel Allotria in Zell am See. Zudem ist ein Ausschnitt aus dem Lied Am Sonntag will mein Süßer mit mir segeln geh’n zu hören.

## Kritik
Der film-dienst nannte Allotria in Zell am See ein „geist- und witzloses Lustspiel.“
Cinema bezeichnete den Film als eine Posse und befand: „Viel Allotria, noch mehr Tri-Tra-Trullala“.